# Giovanni Francesco Gambara
Giovanni Francesco Gambara (Brescia, 17 gennaio 1533 – Roma, 5 maggio 1587) è stato un cardinale italiano.

## Biografia
Gianfrancesco Gambara nacque in una famiglia aristocratica tradizionalmente legata all'Impero. Suo padre, Brunoro Gambara, fu maestro di campo nell'esercito di Carlo V, nipote del cardinale Uberto e della poetessa Veronica; sua madre, Virginia Pallavicini, era vedova di Ranuccio Farnese.
Venne creato cardinale, con il titolo dei Santi Marcellino e Pietro, da papa Pio IV nel concistoro del 26 febbraio 1561. Il 7 ottobre 1566 venne nominato amministratore apostolico delle diocesi unite di Tuscania e Viterbo. Nel 1566 diede inizio alla realizzazione degli splendidi Giardini all'italiana di Villa Lante  a Bagnaia (Viterbo). Nel 1576 rinunciò all'amministrazione delle diocesi.

## Genealogia episcopale e successione apostolica
La genealogia episcopale è:
- Cardinale Guillaume d'Estouteville, O.S.B.Clun.
- Papa Sisto IV
- Papa Giulio II
- Cardinale Raffaele Sansone Riario
- Papa Leone X
- Papa Clemente VII
- Cardinale Antonio Sanseverino, O.S.Io.Hieros.
- Cardinale Giovanni Michele Saraceni
- Papa Pio V
- Cardinale Giovanni Francesco Gambara

La successione apostolica è:
- Vescovo Annibale Rucellai (1569)

## Ascendenza
|                                                             |                                                      |                                                          | Genitori                                          |  |  | Nonni |  |  | Bisnonni        |  |  | Trisnonni      |  |
|                                                             |                                                      |                                                          |                                                   |  |  |       |  |  | Brunoro Gambara |  |  | Maffeo Gambara |  |
|                                                             |                                                      |                                                          |                                                   |  |  |       |  |  | Brunoro Gambara |  |  | Maffeo Gambara |  |
|                                                             |                                                      | …                                                        |                                                   |  |  |       |  |  | Brunoro Gambara |  |  |                |  |
| Giovan Francesco Gambara, signore delle Canove              |                                                      |                                                          |                                                   |  |  |       |  |  | Brunoro Gambara |  |  |                |  |
|                                                             |                                                      | Ginevra Nogarola                                         | Leonardo Nogarola                                 |  |  |       |  |  |                 |  |  |                |  |
|                                                             |                                                      | Ginevra Nogarola                                         | Leonardo Nogarola                                 |  |  |       |  |  |                 |  |  |                |  |
|                                                             |                                                      | Ginevra Nogarola                                         | Bianca Borromeo                                   |  |  |       |  |  |                 |  |  |                |  |
| Brunoro Gambara, conte di Pralboino                         |                                                      | Ginevra Nogarola                                         |                                                   |  |  |       |  |  |                 |  |  |                |  |
|                                                             |                                                      | Marco II Pio di Savoia, signore di Carpi                 | Giberto II Pio di Savoia, signore di Carpi        |  |  |       |  |  |                 |  |  |                |  |
|                                                             |                                                      | Marco II Pio di Savoia, signore di Carpi                 | Giberto II Pio di Savoia, signore di Carpi        |  |  |       |  |  |                 |  |  |                |  |
|                                                             |                                                      | Marco II Pio di Savoia, signore di Carpi                 | Alda da Polenta                                   |  |  |       |  |  |                 |  |  |                |  |
| Alda Pio di Savoia                                          |                                                      | Marco II Pio di Savoia, signore di Carpi                 |                                                   |  |  |       |  |  |                 |  |  |                |  |
|                                                             |                                                      | Benedetta del Carretto                                   | Galeotto I del Carretto, VIII marchese del Finale |  |  |       |  |  |                 |  |  |                |  |
|                                                             |                                                      | Benedetta del Carretto                                   | Galeotto I del Carretto, VIII marchese del Finale |  |  |       |  |  |                 |  |  |                |  |
|                                                             |                                                      | Benedetta del Carretto                                   | Vannina Adorno                                    |  |  |       |  |  |                 |  |  |                |  |
| Giovanni Francesco Gambara                                  |                                                      | Benedetta del Carretto                                   |                                                   |  |  |       |  |  |                 |  |  |                |  |
|                                                             | Rolando II Pallavicino, II marchese di Cortemaggiore | Gian Lodovico I Pallavicino, I marchese di Cortemaggiore |                                                   |  |  |       |  |  |                 |  |  |                |  |
|                                                             | Rolando II Pallavicino, II marchese di Cortemaggiore | Gian Lodovico I Pallavicino, I marchese di Cortemaggiore |                                                   |  |  |       |  |  |                 |  |  |                |  |
|                                                             | Rolando II Pallavicino, II marchese di Cortemaggiore | Anastasia Torelli                                        |                                                   |  |  |       |  |  |                 |  |  |                |  |
| Gian Lodovico II Pallavicino, III marchese di Cortemaggiore | Rolando II Pallavicino, II marchese di Cortemaggiore |                                                          |                                                   |  |  |       |  |  |                 |  |  |                |  |
|                                                             |                                                      | Laura Caterina Landi                                     | Manfredo Landi, II conte di Val di Taro           |  |  |       |  |  |                 |  |  |                |  |
|                                                             |                                                      | Laura Caterina Landi                                     | Manfredo Landi, II conte di Val di Taro           |  |  |       |  |  |                 |  |  |                |  |
|                                                             |                                                      | Laura Caterina Landi                                     | Margherita Anguissola                             |  |  |       |  |  |                 |  |  |                |  |
| Virginia Pallavicino                                        |                                                      | Laura Caterina Landi                                     |                                                   |  |  |       |  |  |                 |  |  |                |  |
|                                                             |                                                      | Federico Pallavicino, II marchese di Zibello             | Gianfrancesco I Pallavicino I marchese di Zibello |  |  |       |  |  |                 |  |  |                |  |
|                                                             |                                                      | Federico Pallavicino, II marchese di Zibello             | Gianfrancesco I Pallavicino I marchese di Zibello |  |  |       |  |  |                 |  |  |                |  |
|                                                             |                                                      | Federico Pallavicino, II marchese di Zibello             | Giacoma Brondolini                                |  |  |       |  |  |                 |  |  |                |  |
| Lodovica Pallavicino                                        |                                                      | Federico Pallavicino, II marchese di Zibello             |                                                   |  |  |       |  |  |                 |  |  |                |  |
|                                                             |                                                      | Clarice Malaspina                                        | Gabriele II Malaspina, VII marchese di Fosdinovo  |  |  |       |  |  |                 |  |  |                |  |
|                                                             |                                                      | Clarice Malaspina                                        | Gabriele II Malaspina, VII marchese di Fosdinovo  |  |  |       |  |  |                 |  |  |                |  |
|                                                             |                                                      | Clarice Malaspina                                        | Bianca Malaspina                                  |  |  |       |  |  |                 |  |  |                |  |
|                                                             |                                                      | Clarice Malaspina                                        |                                                   |  |  |       |  |  |                 |  |  |                |  |